# Abdelaziz Bouteflika
Abdelaziz Bouteflika (in arabo عبد العزيز بوتفليقة‎?, ʿAbd al-ʿAzīz Bū Teflīqa  –; Oujda, 2 marzo 1937 – Zéralda, 17 settembre 2021) è stato un politico algerino, Presidente dell'Algeria dal 1999 al 2019.

## Famiglia
Abdelaziz Bouteflika è nato il 2 marzo 1937 in Marocco (a Oujda), dove il padre, originario di Tlemcen, era emigrato. È sposato dall'agosto del 1990 e non ha figli. La moglie, Amal Triki, è figlia dell'ex diplomatico Yahya Triki e, al momento, vive a Parigi.
Abdelaziz Bouteflika ha tre sorellastre (Fatima, Yamina e A'isha) con le quali non mantiene contatti, quattro fratelli (ʿAbd al-Ghānī, Muṣṭafā, ʿAbd al-Raḥīm e Saʿīd) ed una sorella (Latifa).

## Famiglia e gioventù
Il padre, Ahmed Bouteflika, emigrò in giovane età in Marocco ed ebbe due mogli: Belkaid Rabi'a e Ghezlawi Mansuriyya (Ghezlaoui Mansouriya) (la madre dell'attuale Presidente).
Abdelaziz fu il primo figlio di sua madre ed il secondo di suo padre, preceduto dalla sorellastra Fatima.
La madre, Ghezlaoui Mansuriyya, lavorava in un hammam in Marocco.
Visse e studiò in Marocco prima di arruolarsi nell'ALN, non potendo così completare l'ultimo anno delle scuole superiori e diplomarsi.

## Guerra d'Indipendenza

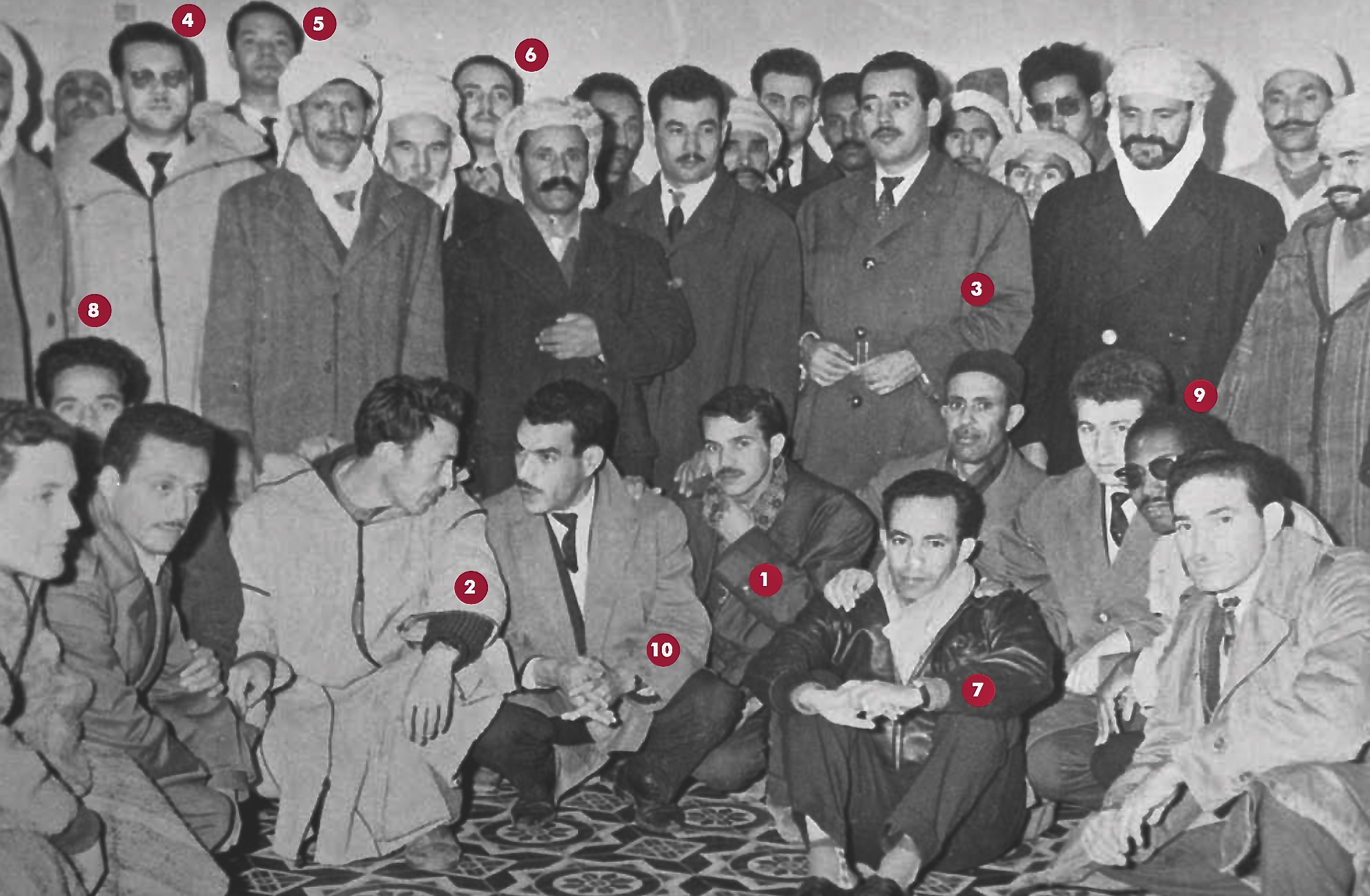
Bouteflika all'interno del « clan di Oujda », nel 1958. (Accovacciato al centro, n°1)

Nel 1956 gli studenti algerini furono obbligati ad arruolarsi nell'ALN, e quelli che si rifiutavano venivano minacciati di essere uccisi per diserzione; in queste condizioni Bouteflika fu arruolato nell'ALN a 19 anni.
Cominciò come 'controllore' (controllando la situazione e riportando ciò che succedeva sul confine marocchino e nell'Algeria occidentale) e finì come segretario amministrativo di Houari Boumédiène. Molti comandanti della Guerra d'Indipendenza algerina sostengono che alcuni dei suoi rapporti causarono l'assassinio di svariati eroi di guerra, tra cui Boucif.
Nel 1960, Houari Boumédiène lo nominò per una missione in Tunisia, ma Bouteflika sparì, nessuno sapeva dove si trovasse; quando riapparve dopo un viaggio in Europa con alcuni amici, avrebbero dovuto essere prese azioni disciplinari nei suoi confronti, ma Houari Boumédiène decise diversamente e lo mandò in missione in Mali ad aprire un nuovo fronte. Alcuni osservatori ritengono questa nomina una punizione in quanto non c'era niente da "aprire" in un paese del Sahel secondo gli stessi osservatori.
Dopo alcune settimane in Mali, Bouteflika scomparve un'altra volta e ricomparve dopo aver passato diversi mesi in Marocco in compagnia di una donna. Ancora una volta fu perdonato da Houari Boumédiène. Come sottolinea la documentata biografia di M. Benchicou (2004), "l'itinerario di Bouteflika nella resistenza si riassume in due diserzioni di cui non ha mai voluto parlare."
Di fatto, Bouteflika apparteneva al potente clan di Oujda (insieme, tra l'altro, a Boumédiène e Ben Bella), il gruppo che prese la testa dell'Esercito delle frontiere che, accantonato in Marocco e Tunisia, si addestrò principalmente a prendere il potere dopo la fine della guerra di indipendenza. E in effetti, anch'egli fu tra coloro che, tra il 1961 ed il 1962 parteciparono al colpo di Stato contro il Governo provvisorio algerino (GPRA), il governo civile che avrebbe dovuto prendere il potere nell'Algeria liberata.

## Inizi della carriera politica

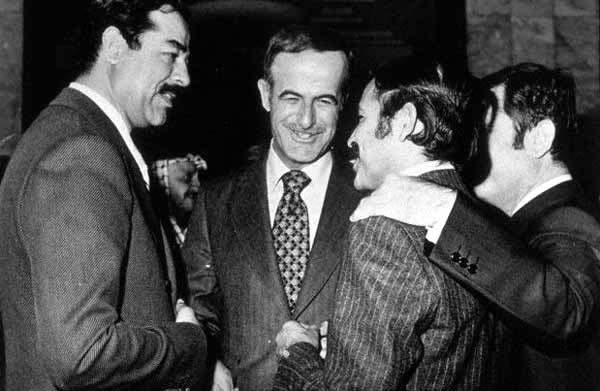
Bouteflika (a destra) con l'allora vice-presidente iracheno Saddam Hussein e il presidente siriano Hafiz al-Assad nel 1978.

Dopo l'indipendenza dell'Algeria nel 1962, divenne deputato di Tlemcen nell'Assemblea Costituente e Ministro per la Gioventù e lo Sport nel governo presieduto da Ahmed Ben Bella. L'anno successivo fu nominato Ministro degli Esteri, ruolo che mantenne, anche dopo il colpo di Stato del 1965, che portò al potere Boumédiène fino alla morte di quest'ultimo, avvenuta nel 1978, del quale era considerato il braccio destro. Presiedette l'Assemblea Generale delle Nazioni Unite in due occasioni, nel 1974 e nel 1975, quando negoziò il rilascio degli ostaggi catturati alla sede viennese dell'OPEC dal famigerato terrorista Carlos.

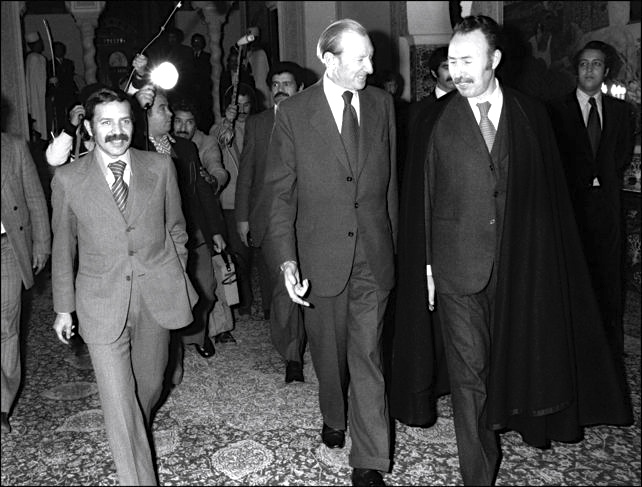
Algeri 1975, il presidente della Repubblica algerina Houari Boumédiène (a destra in burnus) e il suo delfino e giovane ministro degli Esteri Abdelaziz Bouteflika (in primo piano a sinistra).

Nel 1979, si aspettava di succedere a Boumédiène come Presidente, ma l'Esercito decise diversamente e scelse Chadli Bendjedid al suo posto. Sebbene fosse diventato Ministro di Stato, fu progressivamente messo ai margini e lasciò la scena politica nel 1981. Come ricorda M. Benchicou, questa uscita di scena non fu dovuta a contrasti ideologici, ma ad uno scandalo finanziario per «gestione valutaria occulta a livello del ministero degli Esteri», secondo la formule dell'accusa da parte della Corte dei conti.

## L'"esilio"
Nel 1983 lasciò l'Algeria e visse negli Emirati Arabi Uniti, in Francia ed in Svizzera. Dopo sei anni all'estero, tornò in patria ed entrò nel Comitato Centrale del Fronte di Liberazione Nazionale (FLN) nel 1989.
Il paese era entrato in una fase travagliata di disordini e timidi tentativi di riforma da parte del presidente Chadli Bendjedid, che si conclusero bruscamente nel 1992. In quell'anno l'esercito assunse il potere con un colpo di Stato per impedire una vittoria del Fronte Islamico di Salvezza (FIS) nelle elezioni legislative, innescando una sanguinosa guerra civile tra militari e miliziani islamici che sconvolgerà l'Algeria nei dieci anni successivi.
In questo periodo, Bouteflika mantenne un basso profilo e nel gennaio del 1994 rifiutò l'offerta da parte dell'esercito di succedere al presidente assassinato Mohamed Boudiaf, presumibilmente per evitare di chiedere il supporto da parte dei partiti politici. Al suo posto, diventò presidente il Generale Liamine Zéroual.

## Primo mandato del 1999
Nel 1999 si candidò alle elezioni presidenziali come candidato indipendente sostenuto dai militari. Fu eletto con il 74% dei suffragi, secondo le fonti ufficiali. Tutti gli altri candidati si erano ritirati dall'elezione, denunciando sospetti brogli. Bouteflika successivamente organizzò un referendum sulle sue politiche per ripristinare la pace e la sicurezza in Algeria e per testare il consenso tra i connazionali dopo le discusse elezioni e vinse con l'81% dei voti, ma anche questo dato è contestato dagli avversari.
La popolazione della Cabilia boicottò la votazione, con una partecipazione inferiore al 5%.

### Politica economica
Durante il suo primo mandato Bouteflika lanciò un piano economico quinquennale (2000-2004), chiamato il Piano di Sostegno al Rilancio Economico (PSRE: Plan de Soutien a la Relance Economique). Il piano comprendeva un pacchetto di diversi sotto-piani tra cui Il Piano nazionale per lo Sviluppo Agricolo (PNDA: Plan National pour le Développement Agricole), mirato all'aumento della produzione agricola. Altri sotto-piani comprendevano la costruzione di case popolari, strade ed altre infrastrutture. Il PSRE totalizzava 7 miliardi di dollari di spesa e diede risultati soddisfacenti con l'economia in crescita del 5% all'anno, con un picco del 6,3% nel 2003. Bouteflika realizzò anche una riforma fiscale che contribuì alla ripresa economica.

### Politica estera

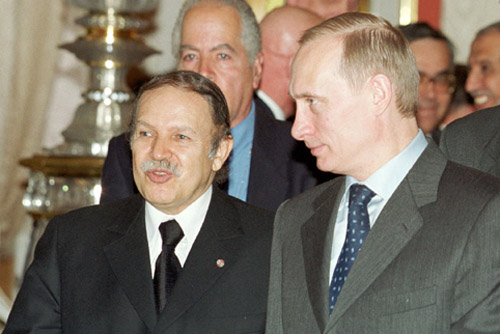
Bouteflika con il presidente della Russia Vladimir Putin il 4 aprile 2001.

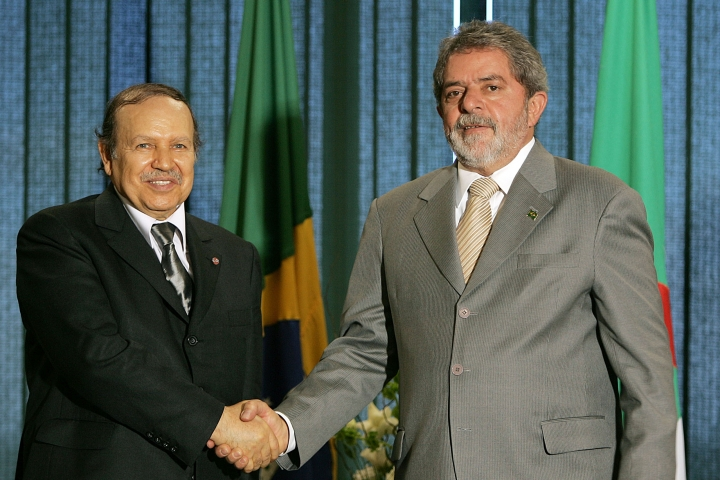
Abdelaziz Bouteflika incontra il presidente del Brasile, Luiz Inácio Lula da Silva, in visita di Stato a Brasilia, nel 2005.

Bouteflika fu attivo anche sulla scena internazionale. Fu presidente dell'Unione Africana nel 2000 e contribuì significativamente al Trattato di pace di Algeri tra l'Eritrea e l'Etiopia, e appoggiò il processo di pace nella regione africana dei Grandi Laghi. Firmò anche un trattato di amicizia con la vicina Spagna nel 2002 ed invitò il presidente francese Jacques Chirac in una visita di stato ad Algeri nel 2003, preludio alla firma di un trattato di amicizia. Le relazioni con il Marocco rimasero piuttosto tese, a causa di scontri diplomatici sulla questione del Sahara Occidentale, nonostante inizi promettenti nel 1999.

### Nazionalismo arabo e problema della Cabilia
Durante la campagna elettorale del 1999 il candidato Bouteflika fu ricevuto malamente dalla popolazione della Cabilia, molte persone lo insultarono e gli tirarono pietre; dopo l'incidente disse: "Pensavo di trovare giganti, ma ho trovato degli gnomi!" ai suoi uditori e consigliò la popolazione locale ad "uscire dalla Cabilia e scoprire il resto dell'Algeria"; disse anche: "la lingua berbera non sarà mai e poi mai una lingua ufficiale dell'Algeria". Da allora non si recò più in Cabilia. La popolazione cabila boicottò le elezioni (5% di partecipazione in Cabilia) sapendo che i militari avrebbero truccato le elezioni in suo favore e, nonostante la partecipazione così bassa, ottenne meno del 50% di voti in Cabilia.
Nel 2001 un giovane attivista cabilo, Massinissa Guermah, fu arrestato senza motivo dai gendarmi e fu "accidentalmente" ucciso all'interno della caserma di gendarmeria. Questo provocò disordini in Cabilia che continuarono per mesi. Il governo di Bouteflika sostenne che il vero nome di Massinissa fosse Karīm e che egli fosse un criminale disoccupato di 26 anni. Alcuni mesi dopo questa dichiarazione il governo ammise che il vero nome era Massinissa e che egli era un innocente studente liceale. Il ministro dell'interno Yazid Zerhouni disse di essere stato "erroneamente informato"; in ogni caso non furono porte scuse alla vittima e le rivolte non cessarono. La gendarmeria rispose ai manifestanti sparando e facendo oltre cento vittime.
Durante la crisi cabila del 2001, chiamata anche Primavera nera, il governo Bouteflika sostenne che i cabili erano "manipolati da una mano straniera". Per molte settimane dopo i primi morti egli finse di ignorare la vicenda, e quando esternò lo fece in discorsi in un arabo classico estremamente ricercato, che dimostrava palesemente la volontà di sopraffare la volontà democratica dei Berberi di quella regione.
Il 14 giugno 2002, una marcia che portò oltre un milione Cabili nella capitale Algeri fu organizzata dagli Arch per portare al presidente della repubblica le rivendicazioni di giustizia e democrazia espresse nella piattaforma di El-Kseur, ma Bouteflika non si fece trovare (quel giorno si recò in Svizzera a trovare uno sceicco arabo ammalato), e organizzò invece una provocazione che coinvolse i manifestanti cabili e la popolazione di Algeri, istigata dai media ad opporsi a quelli che venivano descritti come dei delinquenti. La polizia attaccò il corteo, alle violenze che seguirono parteciparono anche delinquenti comuni sguinzagliati per Algeri per l'occasione e l'unico canale televisivo algerino ringraziò "i cittadini di Algeri per aver difeso la loro città dagli invasori". Da allora ogni manifestazione ad Algeri è stata proibita.
Alla fine, Bouteflika cercò qualche compromesso facendo concessioni ad alcune delle rivendicazioni dei Cabili, ritirò i gendarmi dalla Cabilia ed aggiunse un comma nella Costituzione che riconosceva la lingua berbera come lingua nazionale ma non ufficiale. Ma nonostante il rapporto Issad, redatto da una commissione di giuristi indipendente, segnalasse il ruolo centrale avuto dalle forze armate, e in particolare dalla gendarmeria, nelle violenze e negli assassinii di quei giorni, nessun provvedimento venne adottato, nessun alto responsabile venne deposto o anche solo trasferito. Bouteflika non poteva infatti alienarsi il sostegno dell'esercito.
Il bilancio di quella stagione fu di 126 giovani Cabili uccisi, centinaia feriti gravemente negli scontri e molti altri torturati dai gendarmi. Inoltre, in quei giorni nacque un nuovo movimento politico: il Movimento per l'autonomia della Cabilia (MAK), con rivendicazioni regionaliste e democratiche.

## Secondo mandato del 2004
L'8 aprile 2004 fu rieletto con l'85% dei voti in un'elezione che i pochi osservatori dell'OSCE presenti sul campo descrissero come esempio di democrazia nel mondo arabo, nonostante le contestazioni del rivale ed ex Capo di Gabinetto Ali Benflis. Alcuni avversari sostennero che l'elezione fosse stata truccata e sottolinearono il forte controllo statale sui mezzi di comunicazione.

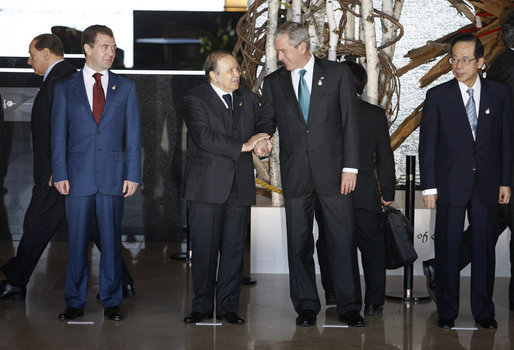
Abdelaziz Bouteflika e George W. Bush (Tōyako, 7 luglio 2008). Con loro Dmitrij Anatol'evič Medvedev a sinistra, e il Primo ministro giapponese Yasuo Fukuda, a destra.

Anche in questa occasione i Cabili boicottarono l'elezione, con una partecipazione inferiore all'11%. Prima delle elezioni il Capo di Stato Maggiore Gen. Muhmmad Lamari annunciò che l'esercito non avrebbe avuto un candidato preferito e che avrebbe accettato anche un Presidente islamista. Fu il primo caso in cui l'esercito non supportò esplicitamente il candidato poi risultato vincente.

### Il piano di riconciliazione
Durante il primo anno del secondo mandato, il Presidente Bouteflika tenne un referendum sul "Piano di Riconciliazione Nazionale", ispirato ai principi del documento del 1995 detto "Piattaforma di sant'Egidio". Il piano di Bouteflika puntava a concludere gli sforzi per terminare la guerra civile da un punto di vista politico e giudiziario. Con questo referendum ottenne una legittimazione popolare alla sua politica conciliante nei confronti di islamici e terroristi, e da allora ha spinto il governo ed il Parlamento a lavorare sui dettagli tecnici della realizzazione. I critici hanno sostenuto che il piano garantirà l'immunità solo ai membri delle forze armate responsabili dei crimini, così come ai terroristi ed hanno proposto che sia adottato un piano simile alla "commissione per la verità e la riconciliazione" del Sudafrica. Bouteflika ha rifiutato le proposte, sostenendo che ogni paese ha bisogno di trovare la propria soluzione per mettere fine ai capitoli terribili della propria storia. Per ora ha ricevuto un forte sostegno politico sulla questione, sia dagli Islamisti che dai Nazionalisti, e da gran parte dei Democratici - con l'eccezione di un partito: il FFS (Fronte delle Forze Socialiste).

### Politica economica
Il primo anno del secondo mandato di Bouteflika vede anch'esso un nuovo piano quinquennale, questa volta maggiormente articolato. Il Piano Complementare della Crescita Economica (PCSC: Plan Complementaire de la Croissance Economique) punta alla costruzione di un milione di unità abitative, alla creazione di 2 milioni di posti di lavoro, al completamento dell'asse viario est-ovest di 1200 km, al completamento della metropolitana di Algeri, al completamento del nuovo aeroporto di Algeri ed altri simili grandi opere infrastrutturali. Il PCSC totalizza 60 miliardi di dollari di spese sui cinque anni. Bouteflika punta anche a ridurre il debito estero da 21 miliardi a 12 miliardi di dollari nello stesso periodo. Ha ottenuto dal parlamento la riforma della legge che regola le industrie petrolifera e del gas naturale, nonostante l'iniziale opposizione dei sindacati. In ogni caso, Bouteflika ha poi abbandonato questa strada, sostenendo emendamenti alla legge sugli idrocarburi nel 2006, che propongono di mitigare alcune delle strette della legge del 2005 riguardanti il ruolo della SONATRACH, l'azienda nazionale del petrolio e del gas, nei nuovi sviluppi. Propone anche nuove direttive che permettono al paese di beneficiare delle maggiori tasse sugli investimenti stranieri quando i prezzi sono alti. Bouteflika ha anche messo in vendita 1 300 aziende del settore pubblico, ottenendo già la privatizzazione di circa 150, soprattutto nei settori del turismo, alimentare, del cemento, dei materiali da costruzione e chimico.

### Politica estera

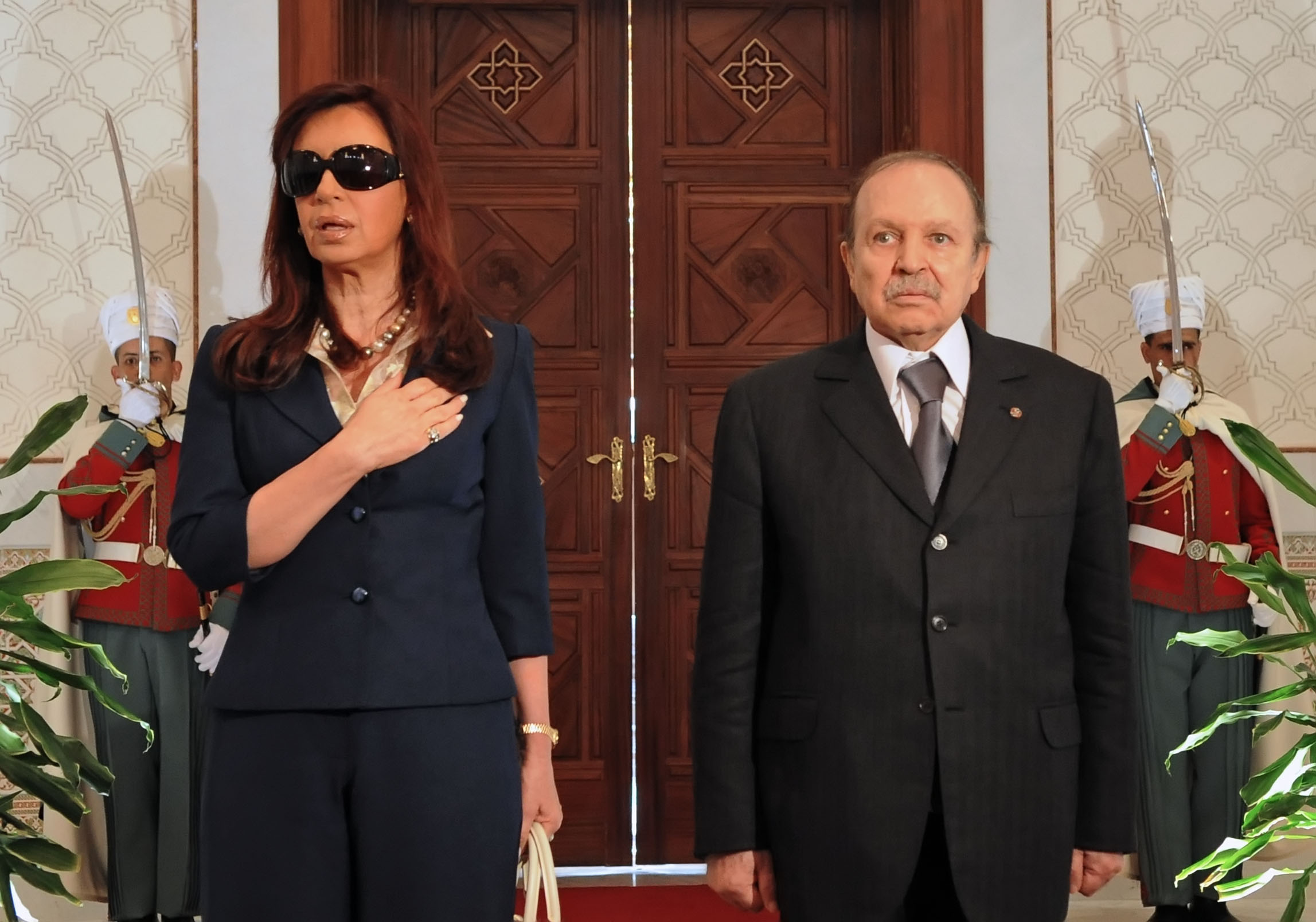
Abdelaziz Bouteflika incontra la Presidente dell'Argentina, Cristina Fernández de Kirchner, nel 2008.

Sulla scena internazionale, il secondo mandato di Bouteflika ha visto la crescita delle tensioni diplomatiche con la Francia a causa del controverso voto del Parlamento francese di una legge che ordina che i libri di testo di storia francesi insegnino che il Colonialismo francese abbia avuto effetti positivi all'estero, soprattutto nel Nordafrica. La crisi diplomatica che è sorta ha bloccato la firma di un trattato di amicizia franco-algerino (23 febbraio 2004, riproposto nel dicembre 2005). Nel 2004 Bouteflika organizzò anche il summit della Lega araba e divenne presidente della Lega Araba per un anno. Il suo tentativo di riforma della Lega non ha ottenuto sufficiente consenso per l'approvazione durante il summit di Algeri.

### Nazionalismo arabo e problema cabilo
Il governo di Bouteflika organizzò elezioni locali in accordo con l'Arouch (il governo ha promesso di soddisfare tutte le rivendicazioni cabile), ma il giorno delle elezioni Bouteflika disse: "Non conosco alcun paese al mondo dove due lingue ufficiali coesistono", dimenticando che metà del pianeta ha più di una lingua ufficiale. Aggiunse anche: "L'Algeria non avrà mai un'altra lingua ufficiale oltre all'arabo".
Le elezioni locali ottennero scarso successo, con una partecipazione del 30%; la maggioranza dei seggi andarono a due partiti politici secolaristi e berberisti: il FFS ed il RCD.

### Ricoverato nel 2005

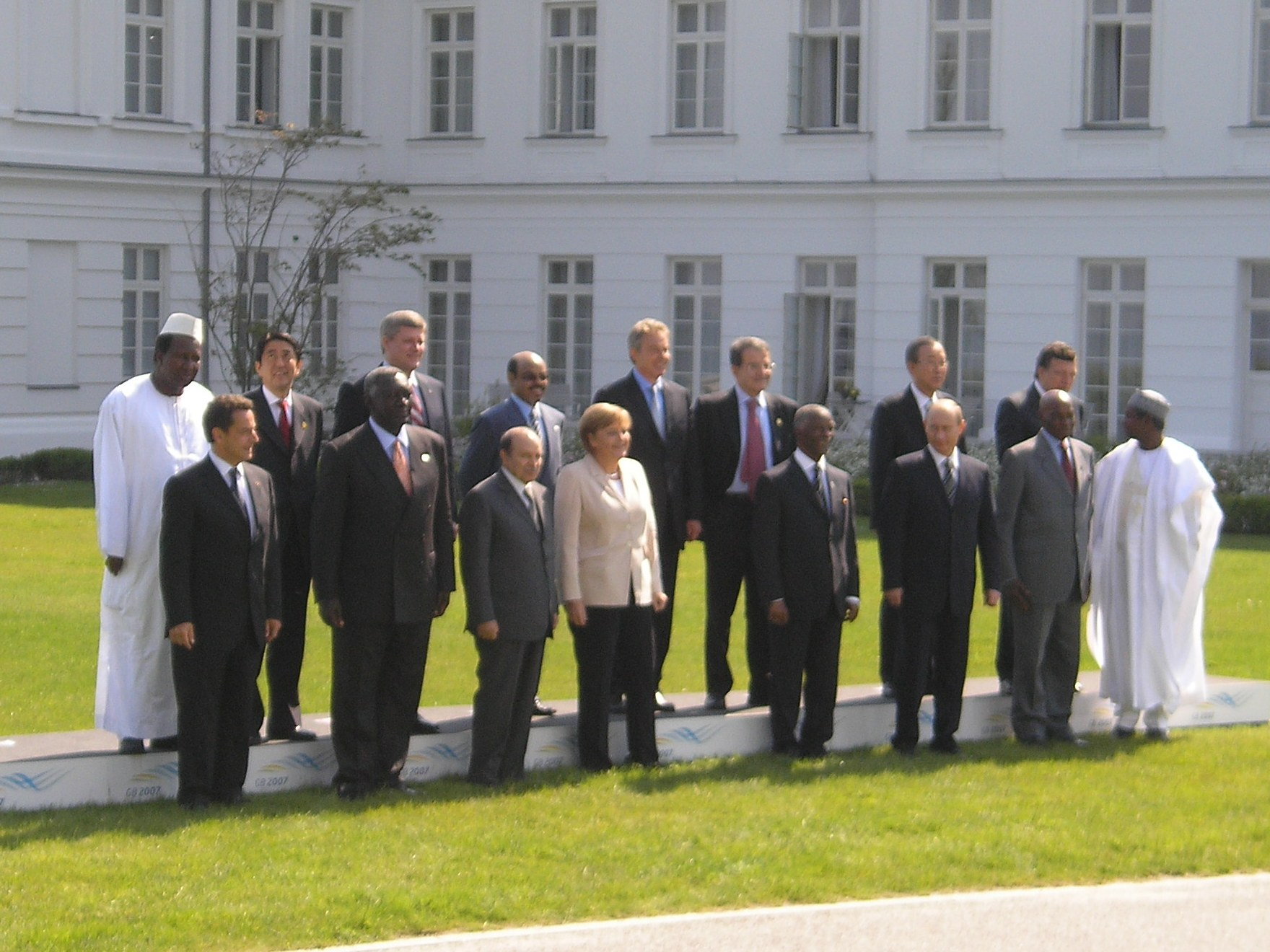
Bouteflika nella foto di gruppo del G8 2007 di Heiligendamm

Bouteflika fu ricoverato in un ospedale francese il 26 novembre 2005, ufficialmente per un'ulcera gastrica, e fu dimesso dopo tre settimane. In ogni caso, data la lunghezza del periodo in cui il leader, normalmente molto visibile, rimase lontano dai media portò a supposizioni che fosse gravemente malato di cancro allo stomaco. Fu ricoverato ancora nell'aprile del 2006.

### Riforma costituzionale del 12 novembre 2008
Bouteflika ha nominato un nuovo primo Ministro, Abdelaziz Belkhadem, nel 2006. Belkhadem ha annunciato piani per modificare la Costituzione algerina per permettere al presidente in carica di ricandidarsi indefinitamente e di aumentarne i poteri.
Gli osservatori vedono questo emendamento come un tentativo di cancellare il limite di due mandati e prevedono l'introduzione di una nuova legge che permetterà a Bouteflika di candidarsi per la terza volta.

### Il fallito attentato del 2007
Il 6 settembre 2007 fallì un attentato ai danni di Bouteflika. Nel centro cittadino di Batna, località distante 430 km a sud est di Algeri, un attentatore suicida si è fatto esplodere provocando quindici morti e centoquattordici feriti. Certamente l'obiettivo da colpire era Bouteflika, poiché il corteo presidenziale sarebbe dovuto arrivare poco dopo. L'attentatore era perfettamente riuscito a mescolarsi tra la folla, ma deve essere stato scoperto oppure è rimasto vittima del malfunzionamento del meccanismo di innesco, visto che si è fatto esplodere prima dell'arrivo del Presidente. Bouteflika ha commentato che queste azioni criminali non hanno a che vedere con i nobili valori dell'Islam, e si è detto convinto che al centro del sanguinoso attacco ci sarebbero leader e capitali esteri. La maggior parte dei commentatori collega l'attentato al Gruppo salafita per la predicazione e il combattimento.

## Terzo mandato del 2009

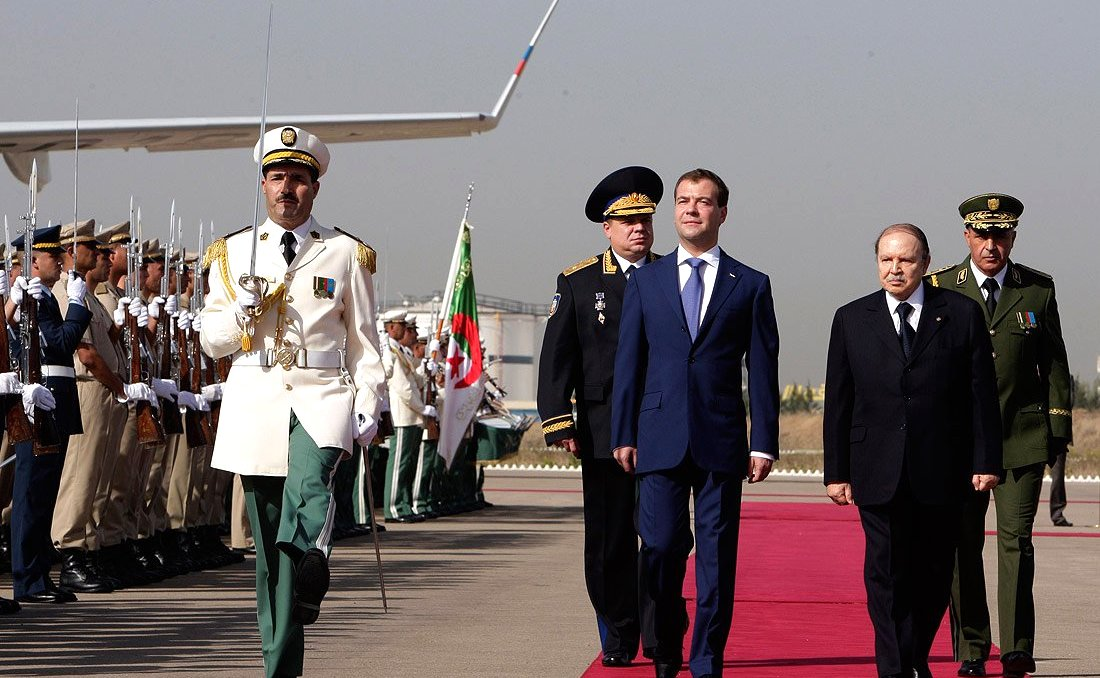
Bouteflika accoglie ad Algeri il Presidente della Russia Dmitrij Anatol'evič Medvedev nel 2010.

A seguito della modifica costituzionale che gli permette di correre per un terzo mandato, il 12 febbraio 2009, Bouteflika ha annunciato la sua candidatura indipendente nella elezioni presidenziali del 2009. Il 10 aprile 2009 è stato annunciato che Bouteflika aveva vinto le elezioni con il 90,24% dei voti, su una partecipazione del 74%, ottenendo un nuovo mandato di cinque anni. Diversi partiti di opposizione hanno boicottato le elezioni, con l'opposizione frontale delle forze socialiste che evocarono uno "tsunami di frodi massicce".

### Politica economica
All'inizio del suo terzo mandato, Bouteflika ha annunciato numerose misure economiche e sociali per combattere la disoccupazione, in particolare giovanile, e si è impegnato a sostenere la creazione, entro cinque anni, di 3 milioni di posti di lavoro e la costruzione di migliaia di alloggi. C'è poi la questione della “dittatura della burocrazia” che, a detta dello stesso Bouteflika, va eliminata per attrarre maggiori investimenti stranieri e rilanciare l'economia di un Paese che dipende dalla produzione petrolifera.

### Politica estera

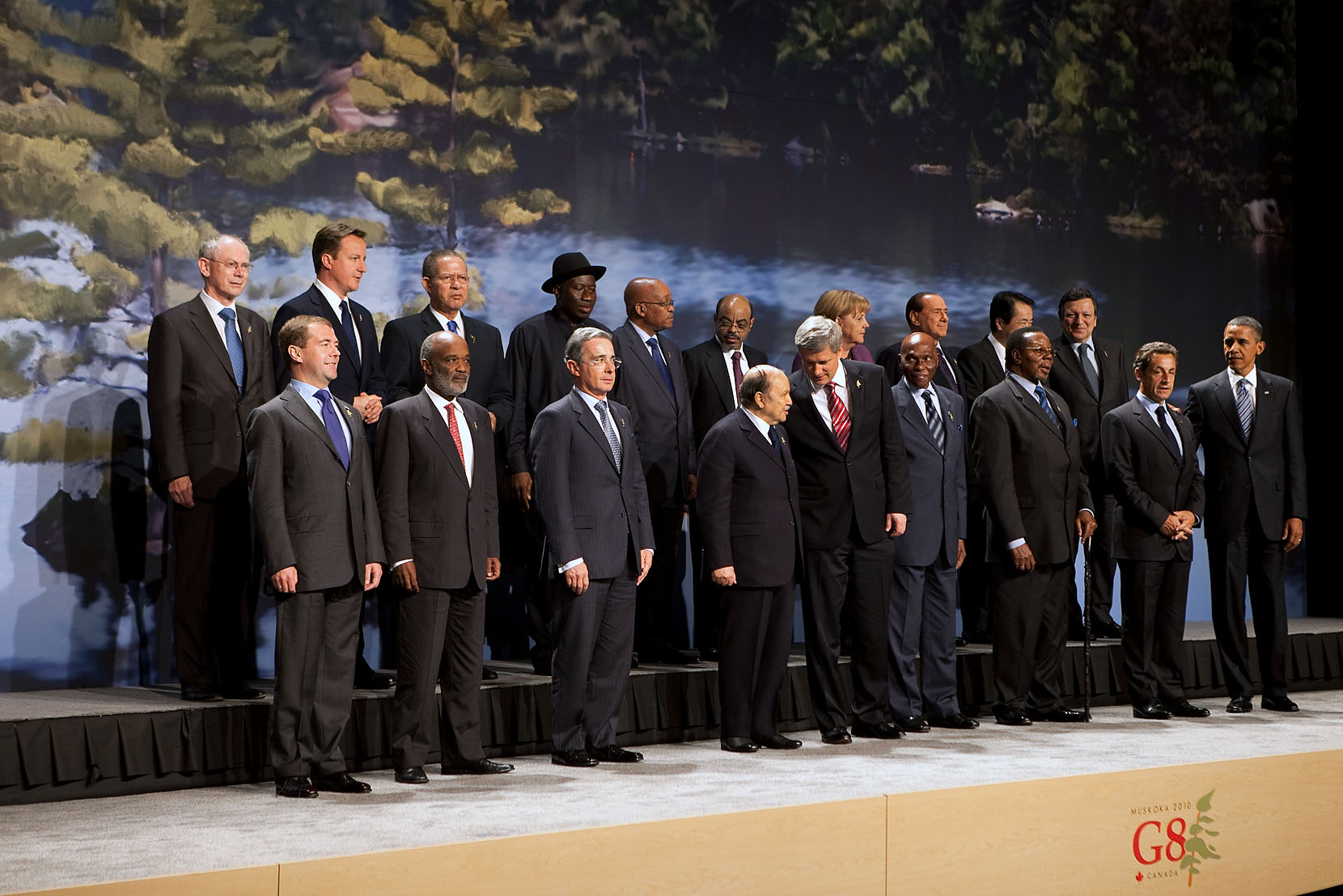
Abdelaziz Bouteflika nella foto di gruppo del G8 2010

Bouteflika si è opposto all'intervento militare occidentale nella guerra civile libica del 2011, prevalentemente preoccupato dalla prospettiva di una destabilizzazione del paese vicino, e nel corso del conflitto ha dato rifugio in Algeria ai famigliari di Muʿammar Gheddafi per non meglio precisate "ragioni umanitarie". Ciò non gli ha comunque impedito di riconoscere come legittima l'autorità del Consiglio nazionale di transizione, nel settembre 2011.
Nel 2012 Bouteflika ha tentato, senza successo, di scongiurare l'offensiva militare francese in Mali, riuscendo poi a porsi come mediatore tra il governo maliano e i ribelli tuareg e adoperandosi per la firma di un accordo di pace duraturo. L'anno successivo, l'Algeria ha appoggiato il colpo di Stato militare in Egitto, mentre nella crisi siriana resta tra i pochi paesi arabi schierati a sostenere il regime di Bashar al-Asad.

### Proteste algerine del 2010-2012

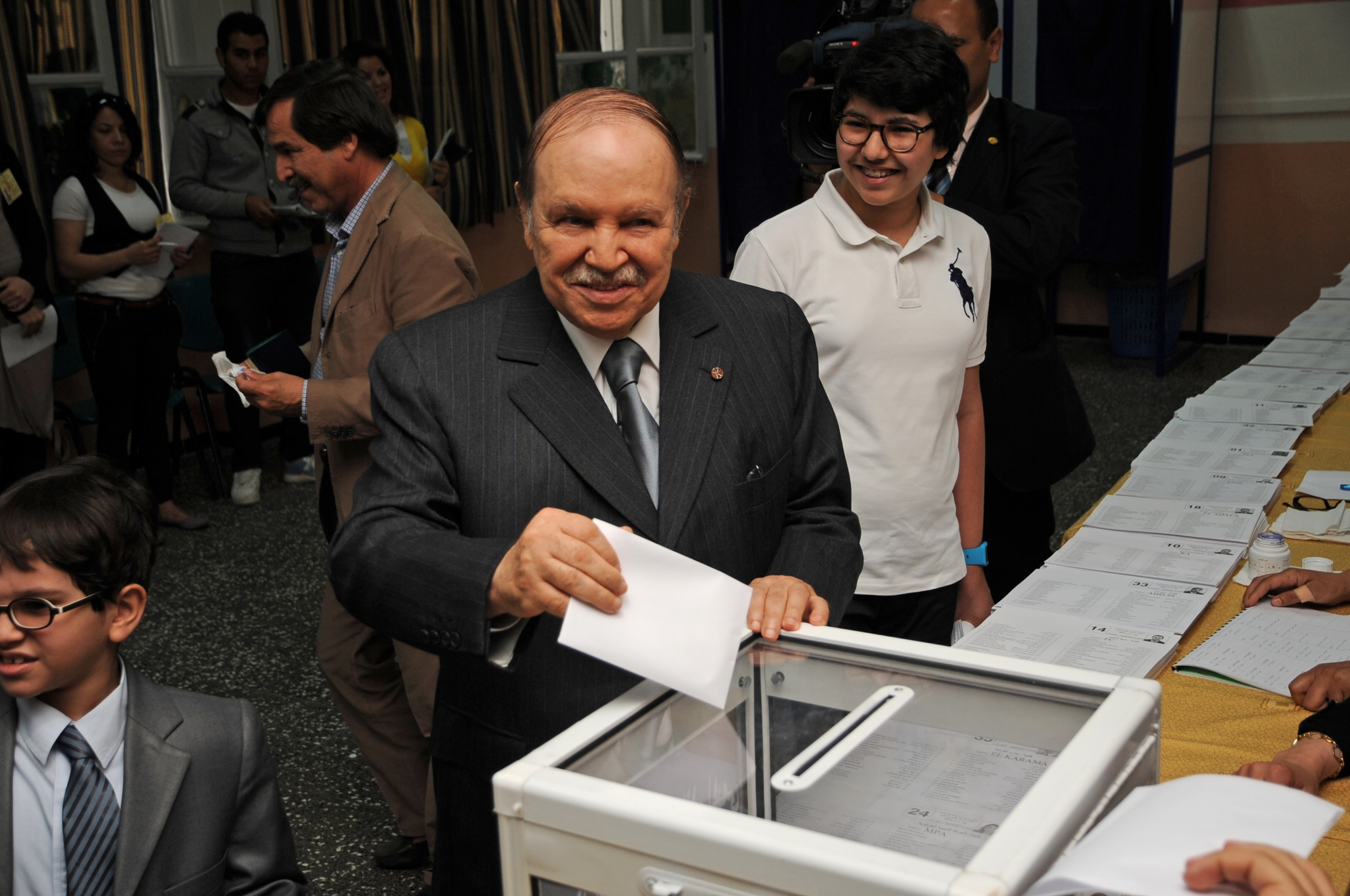
Abdelaziz Bouteflika vota nelle elezioni legislative del 10 maggio 2012

L'impennata dei prezzi di prima necessità, tra cui pane, olio e zucchero, insieme alla corruzione, la disoccupazione giovanile e la povertà, provoca all'inizio di gennaio 2011, nel più ampio contesto della Primavera araba, una scia di proteste in diverse città algerine contro il regime, che culminano in pesanti scontri tra manifestanti e polizia. I provvedimenti correttivi del governo non fermano le migliaia di manifestanti, per la maggior parte attivisti dei partiti d'opposizione e sindacalisti, che si uniscono attorno alla richiesta di dimissioni di Bouteflika. Per migliorare la situazione, il raʾīs si impegna ad abrogare parzialmente lo stato di emergenza in vigore da 19 anni, ma rifiuta di lasciare il potere.
Nel novembre del 2012, Bouteflika ha superato il record di permanenza al potere di Houari Boumédiène, diventando così il presidente più longevo della storia del suo paese.

### Ricoverato nel 2013
Bouteflika è stato nuovamente ricoverato a Parigi, a seguito di un attacco ischemico transitorio. Il 19 maggio 2013, i quotidiani algerini Mon journal e la versione in lingua araba Jarīdatī, che avevano sostenuto che Bouteflika era in stato comatoso, sono stati sequestrati e ne è stata proibita la stampa, misura censoria che non accadeva dagli anni novanta. Il 21 maggio 2013 Bouteflika è stato trasferito nell'ospedale militare francese degli Invalides. L'opacità intorno a questo ospedale è stata denunciata dalla stampa algerina.
Il 12 giugno 2013, dopo 47 giorni di assenza, le prime immagini di Bouteflika vengono trasmesse sul canale statale ENTV, mentre riceveva il Primo Ministro e il Capo di Stato Maggiore, Ahmed Gaid Salah. Il 15 giugno 2013, il quotidiano arabo al-Khabar ("La notizia") rivela che Bouteflika aveva subito un secondo ictus agli Invalides, il 31 maggio, che gli avrebbe paralizzato il lato sinistro del corpo. Il 16 luglio 2013, Bouteflika è tornato ad Algeri in sedia a rotelle dopo 80 giorni di assenza, ed è stato ricevuto dal Primo Ministro, da alti esponenti delle forze armate, dai Presidenti dell'Assemblea, dal Senato e dal Consiglio Costituzionale.

## Quarto mandato del 2014
Dopo l'ennesima modifica costituzionale, che gli permette di correre per un quarto mandato, il presidente Abdelaziz Bouteflika ha annunciato che si sarebbe ricandidato nonostante i seri problemi di salute. È apparso sempre in sedia a rotelle, molto indebolito e con la voce flebile, impegnandosi di persona molto raramente durante la campagna elettorale. Il 18 aprile 2014, è stato rieletto con l'81% dei voti, mentre Benflis si è piazzato al secondo posto con il 12,18%. L'affluenza è stata del 51,7%, in calo rispetto al tasso di partecipazione del 74% nel 2009. Anche in questo caso vari partiti di opposizione hanno boicottato le elezioni, muovendo accuse di frodi elettorali.

### Riforma degli apparati di sicurezza
Il 2015 vede l'epilogo dello scontro che da anni contrapponeva la carica presidenziale e i vertici dei Servizi segreti algerini (Département du Renseignement et de la Sécurité). Su pressioni del suo entourage, Bouteflika opera una complessa riforma istituzionale volta a limitare le prerogative del potere militare, culminata nel pensionamento forzato del potente generale Toufik, rimasto alla guida dell'intelligence per un quarto di secolo; il DRS viene sciolto e sostituito da un nuovo corpo, posto sotto la supervisione della Presidenza.

### Interrogativi sullo stato di salute
Nell'aprile del 2016, il primo ministro francese Manuel Valls pubblica sulla sua pagina Twitter un video che lo rappresenta in visita da Bouteflika, in cui quest'ultimo appare dimagrito e dall'aspetto sofferente, lo sguardo assente e perso nel vuoto oltre ad una evidente difficoltà di eloquio. Le immagini sollevano interrogativi e dibattiti sulla stampa e sui social network; il quotidiano algerino El Watan giudica il presidente incapace di guidare il paese fino alla fine del suo mandato e si chiede chi decida realmente al suo posto, mentre un diplomatico occidentale, al contrario, afferma che Bouteflika ha "mantenuto intatte le sue capacità analitiche".
Il 20 febbraio 2017, la cancelliera tedesca Angela Merkel ha annullato il suo viaggio in Algeria un'ora prima del decollo, secondo quanto riferito da AFP, perché Bouteflika soffriva di grave bronchite.
Secondo l'Economist, il Presidente algerino sarebbe ormai ostaggio del suo cerchio magico in quanto incapace di governare più di qualche ora al giorno, costretto su una sedia a rotelle e quasi muto, tanto da dover essere aiutato a votare nelle elezioni legislative del 4 maggio 2017.

### Politica economica
Nel giugno del 2017, Bouteflika ha fatto una rara apparizione alla televisione di stato algerina presiedendo un incontro di gabinetto con il suo nuovo governo. Ha ordinato al governo di ridurre le importazioni, frenare le spese e lo ha avvertito dei pericoli del debito estero. Ha lanciato un appello per la riforma del settore bancario e un aumento degli investimenti nelle energie rinnovabili, in particolare lo scisto.

## Quinta candidatura, proteste e dimissioni
Il 10 febbraio 2019, in un comunicato stampa ha annunciato di voler partecipare alle elezioni presidenziali di aprile per conseguire il quinto mandato, benché gravemente malato e assente da anni dalle apparizioni pubbliche.
L'11 marzo 2019, Bouteflika, a seguito di imponenti proteste e manifestazioni di piazza scoppiate contro la sua ennesima candidatura, ha rimandato le elezioni presidenziali in Algeria del 2019 e annunciato la rinuncia alla candidatura, facendo posticipare di un anno le elezioni. Il profondo scontento popolare e l'abbandono dell'appoggio dell'esercito spingono infine Bouteflika a dimettersi il 2 aprile 2019.
Muore per arresto cardiaco nella sua residenza di Zéralda il 17 settembre 2021, all'età di 84 anni, e viene sepolto due giorni dopo nel cimitero di el-Alia ad Algeri, accanto agli eroi della Guerra d'indipendenza, dopo un funerale presenziato dalle più alte cariche civili e militari dello Stato.